# 下之郷村
下之郷村（しものごうむら）は、愛知県西春日井郡にあった村。現在の清須市の一部にあたる。

## 地理
五条川の東岸に位置していた。

## 歴史
- 1889年（明治22年）10月1日、町村制の施行により、西春日井郡下之郷村が単独で村制施行し、下之郷村が発足[1][2]。大字は編成せず[2]。
- 1906年（明治39年）7月16日、西春日井郡落合村と合併し、春日村を新設して廃止された[1][2]。

### 地名の由来
西春町中之郷に対して命名したもの。

## 産業
- 農業[2]